# 札幌市立新川西中学校
札幌市立新川西中学校（さっぽろしりつ しんかわにしちゅうがっこう）は、札幌市北区新川4条15丁目1-1に所在する公立中学校。校木は桜。

## 教育目標
- 目標構成
  - 創造的な知性
  - 豊かな情操
  - たくましい心身
- めざす生徒像
  - 自ら学ぶ意欲のある生徒
  - 広く豊かな心の生徒
  - たくましく生き抜く生徒
- 求められる資質
  - 自己教育力、創造性
  - 協調性、国際性
  - 耐性、進取

### 生徒目標
三大キャッチフレーズ
- あいさつ
- 時間厳守
- 校内美化

## 主な部活動
- バドミントン部
- 卓球部
- 野球部
- サッカー部
- 陸上部
- 女子バスケットボール部
- 男子バスケットボール部
- 男子バレー部
- 女子バレー部
- 美術部（第21回BUNKAファッションデザイン画コンクール 入選）
- 吹奏楽部（平成23年札幌地区大会でゴールド金賞受賞、2連続ゴールド金賞。）

## 主なイベント
- 交流会
- 学校祭
- 合唱コンクール

## 主な卒業生
- 米野智人 - プロ野球選手（捕手、埼玉西武ライオンズ）